# St. Mirren Football Club 2023-2024
Questa voce raccoglie le informazioni riguardanti il St. Mirren Football Club nelle competizioni ufficiali della stagione 2023-2024.

## Stagione
- In Scottish Premiership il St. Mirren si classifica al 5º posto (47 punti), dietro al Kilmarnock e davanti al Dundee, qualificandosi così in Conference League
- In Scottish Cup viene eliminato al quinto turno dal Celtic (0-2).
- In Scottish League Cup viene eliminato ai quarti di finale dall'Hibernian (2-4).

## Maglie e sponsor
Il fornitore tecnico per la stagione 2023-2024 è Macron, mentre lo sponsor ufficiale è Digby Brown.
| Casa | Trasferta | Terza divisa |

## Rosa
| N. |                             | Ruolo | Calciatore        |
| -- | --------------------------- | ----- | ----------------- |
| 1  | Inghilterra (bandiera)      | P     | Zach Hemming      |
| 2  | Inghilterra (bandiera)      | D     | James Bolton      |
| 3  | Inghilterra (bandiera)      | D     | Scott Tanser      |
| 5  | Inghilterra (bandiera)      | D     | Richard Taylor    |
| 6  | Scozia (bandiera)           | C     | Mark O'Hara       |
| 7  | Inghilterra (bandiera)      | A     | Jonah Ayunga      |
| 8  | Scozia (bandiera)           | C     | Ryan Flynn        |
| 9  | Francia (bandiera)          | A     | Mikael Mandron    |
| 10 | Irlanda del Nord (bandiera) | C     | Conor McMenamin   |
| 11 | Scozia (bandiera)           | C     | Greg Kiltie       |
| 13 | Cipro (bandiera)            | C     | Alex Gogić        |
| 14 | Scozia (bandiera)           | A     | James Scott       |
| 15 | Irlanda del Nord (bandiera) | C     | Caolan Boyd-Munce |

| N. |                          | Ruolo | Calciatore      |
| -- | ------------------------ | ----- | --------------- |
| 16 | Corea del Sud (bandiera) | C     | Kwon Hyeok-kyu  |
| 17 | Australia (bandiera)     | C     | Keanu Baccus    |
| 18 | Irlanda (bandiera)       | D     | Charles Dunne   |
| 20 | Inghilterra (bandiera)   | A     | Toyosi Olusanya |
| 21 | Inghilterra (bandiera)   | D     | Jaden Brown     |
| 22 | Scozia (bandiera)        | D     | Marcus Fraser   |
| 23 | Australia (bandiera)     | D     | Ryan Strain     |
| 24 | Scozia (bandiera)        | A     | Lewis Jamieson  |
| 27 | Slovacchia (bandiera)    | P     | Peter Urminský  |
| 31 | Inghilterra (bandiera)   | P     | Freddie Martin  |
| 35 | Scozia (bandiera)        | C     | Andrew Gaffney  |
| 42 | Uganda (bandiera)        | D     | Elvis Bwomono   |